# Foleyella
Foleyella is een geslacht uit de orde Spirurida van parasitair levende rondwormen (nematoden). Het zijn parasieten van bindweefsels, het lymfevatenstelsel en lichaamsholten van amfibieën en hagedissen, waaronder kameleons. De microfilaria (larfjes) circuleren in het bloedvatenstelsel van de gastheer.
De wetenschappelijke naam van het geslacht werd voor het eerst gepubliceerd door Seurat in 1917.

## Enkele soorten
- Foleyella pigmentata Kreis, 1945 - parasiet van een kameleon uit Madagaskar[3]
- Foleyella chamaeleonis Kreis, 1938 - idem
- Foleyella furcata (Linstow, 1899) - idem
- Foleyella flexicauda Schacher en Crans, 1973 - parasiet van de Amerikaanse brulkikker Rana catesbeiana